# Tistedalen

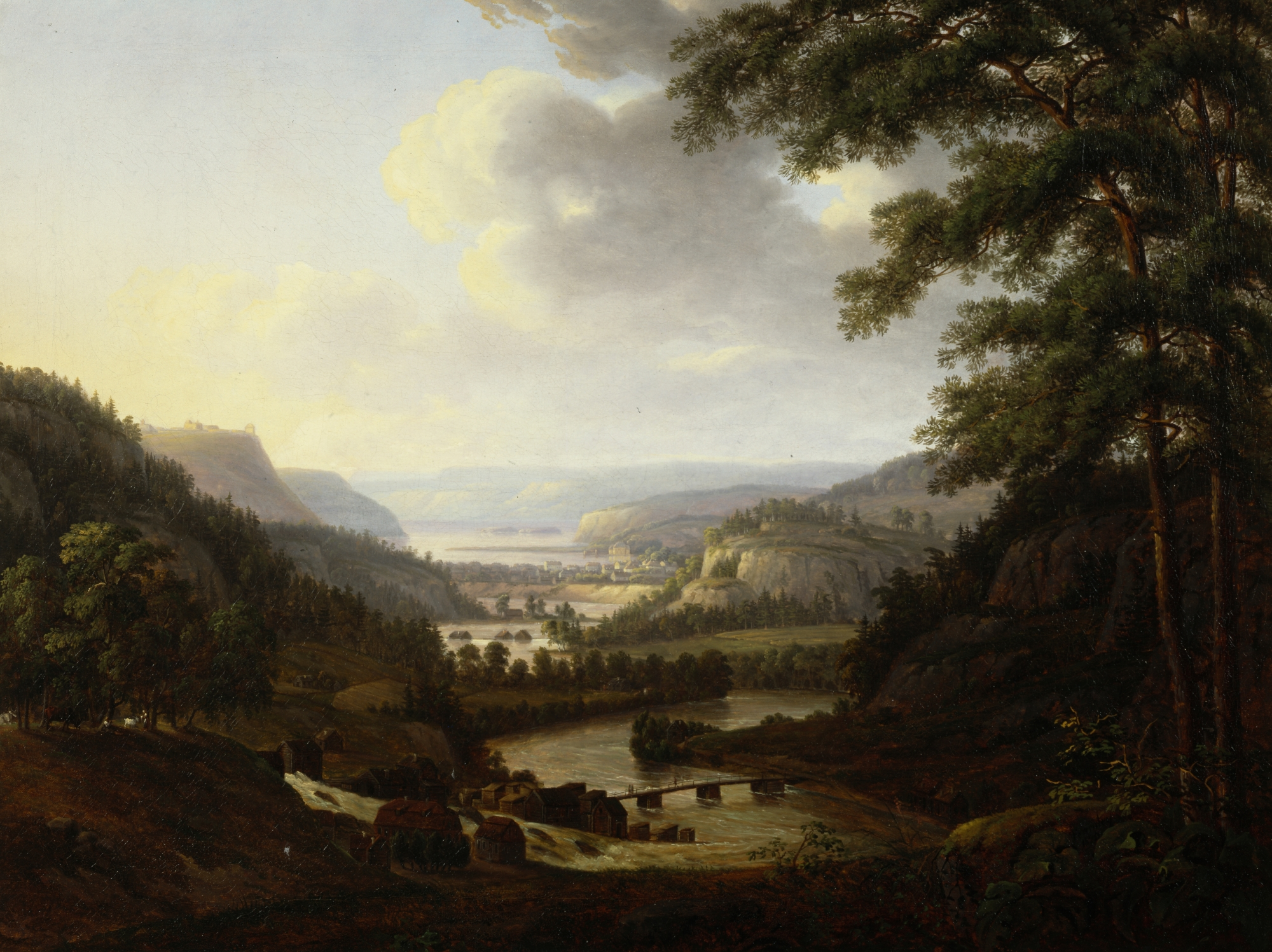
Utsikt över Tistedalen, oljemålning 1826 av Thomas Fearnley (1802-1842).

Tistedalen är en dalgång i Østfold fylke, Norge. Dalen har fått sitt namn av älven Tista, ett flöde mellan Femsjøen till Halden, en sträckning som även dalen följer. På dalens nordsida växer ädellövskog, vilken föreslagits[källa behövs] som skyddad.
På 1600-talet anlades sågverk vid vattenfallen och ett sågverkssamhälle växte upp. 1813 byggdes Mads Wiels Bomuldsfabrique, vilket 1815 startade sin verksamhet och därmed blev Norges första moderna industriverksamhet.
Byn Tistedal har med tiden vuxit ihop med Halden, men räknas fortfarande som en egen tätort. Det finns en egen friluftsförening, fotbollslag, flera lokalpolitiska partier och en frälsningsarmé.
Över Tistedalen välver sig en mäktig ås, men en stor del av den är inte från istiden. Stora delar av åsen har grävts bort för att täcka upp sandbehov vid byggnationer. I början på 80-talet behövde Norske Skog Saugbrugs plats att deponera schaktmassor efter att ha sprängt bort Skakkestadsberget, och de fick lov att fylla upp de utgrävda sandtagen med schaktmassorna. Det återställdes dock inte riktigt till ursprungligt utseende; äldre människor kan vittna om att åsen idag är flera meter längre än den ursprungliga åsen.

## Bilder

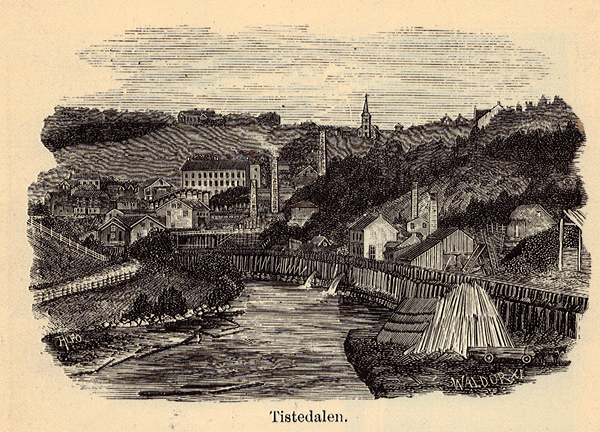
Tistedal år 1885.
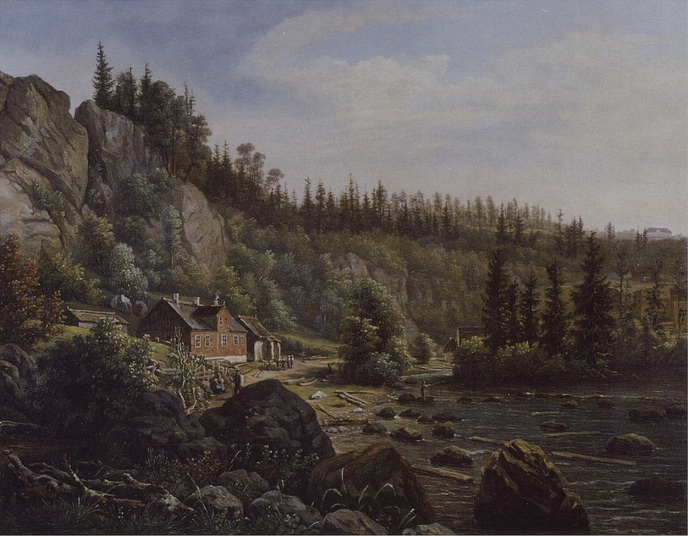
Parti av Tistedalen med Veden gård i bakgrunden, tidigt 1800-tal. Oljemålning av Jens Peter Møller (1783–1854).
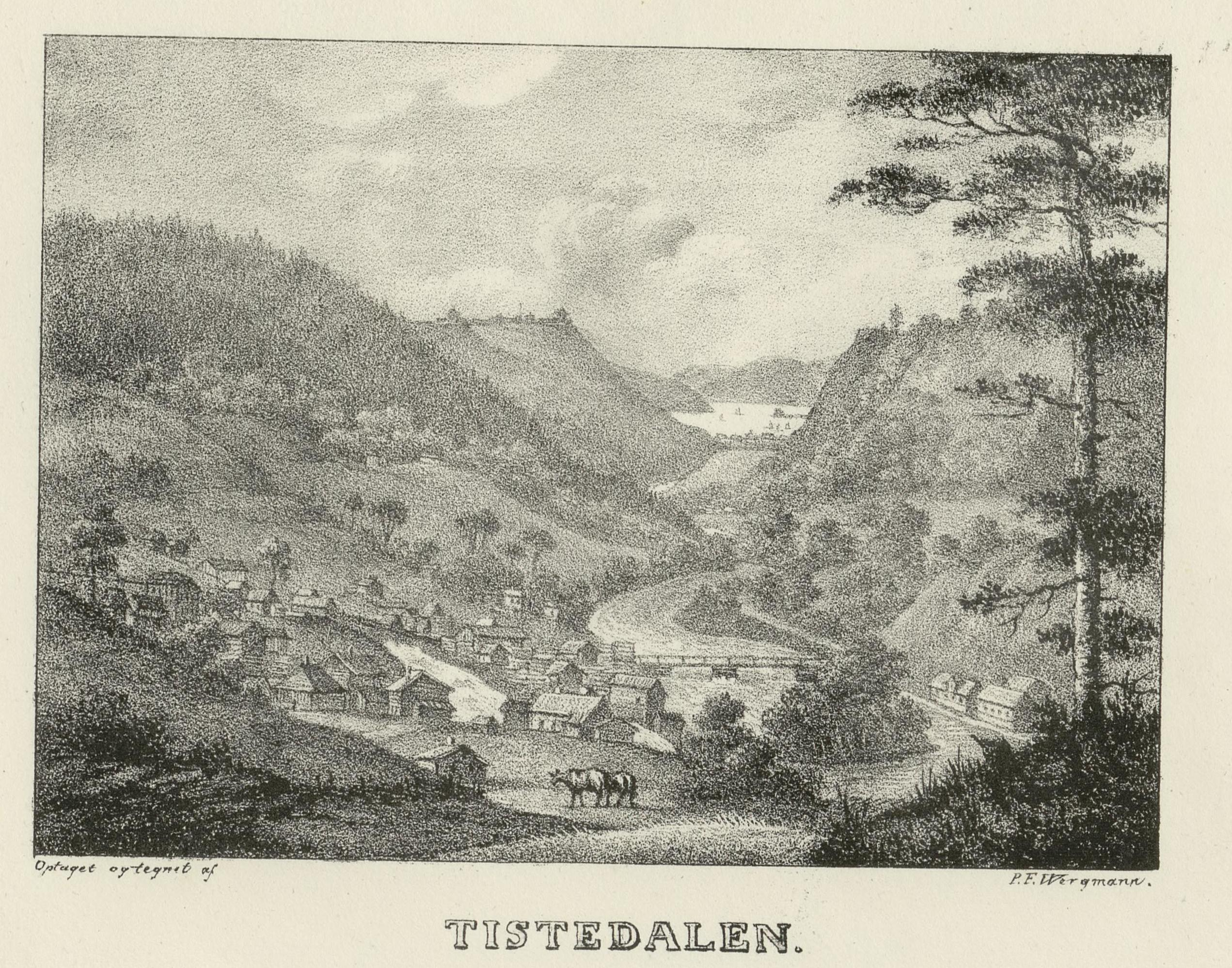
Tistedalen, illustration av Peter Fredrik Wergmann (1802-1869) före 1836-1837. Ur boken "Norge, fremstillet i lithographerede Billeder efter Naturen". Nasjonalbiblioteket.
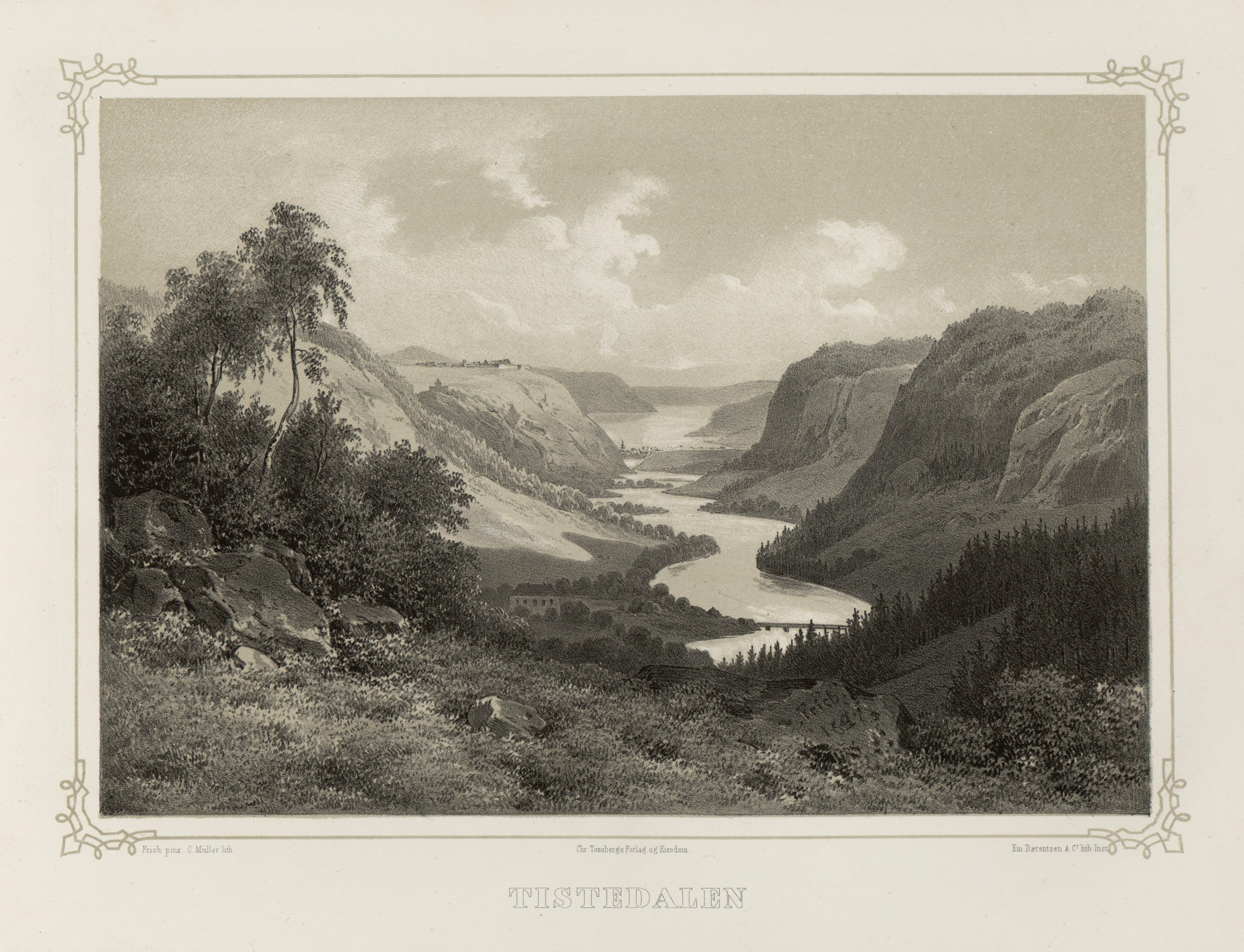
Tistedalen, illustration av Joachim Frich (1810-1858)  ur "Norge fremstillet i Tegninger" utgiven av Peter Christen Asbjørnsen och utgiven av Christian Tønsberg, före 1848. Nasjonalbiblioteket.
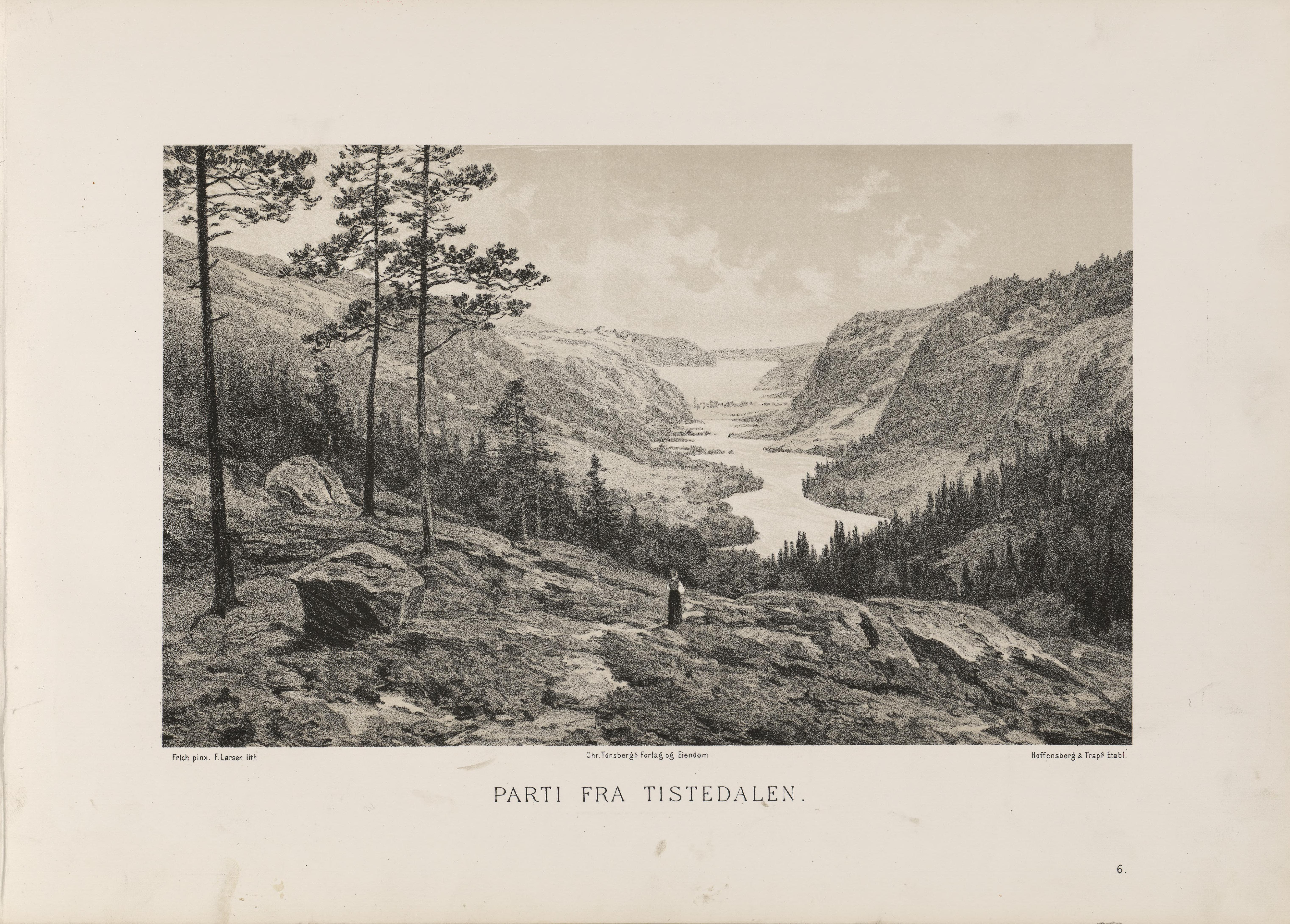
Parti från Tistedalen, illustration av Joachim Frich (1810-1858) ur "Norge fremstillet i Tegninger" av okänd författare och utgiven av Christian Tønsberg, före 1889. Nasjonalbiblioteket.
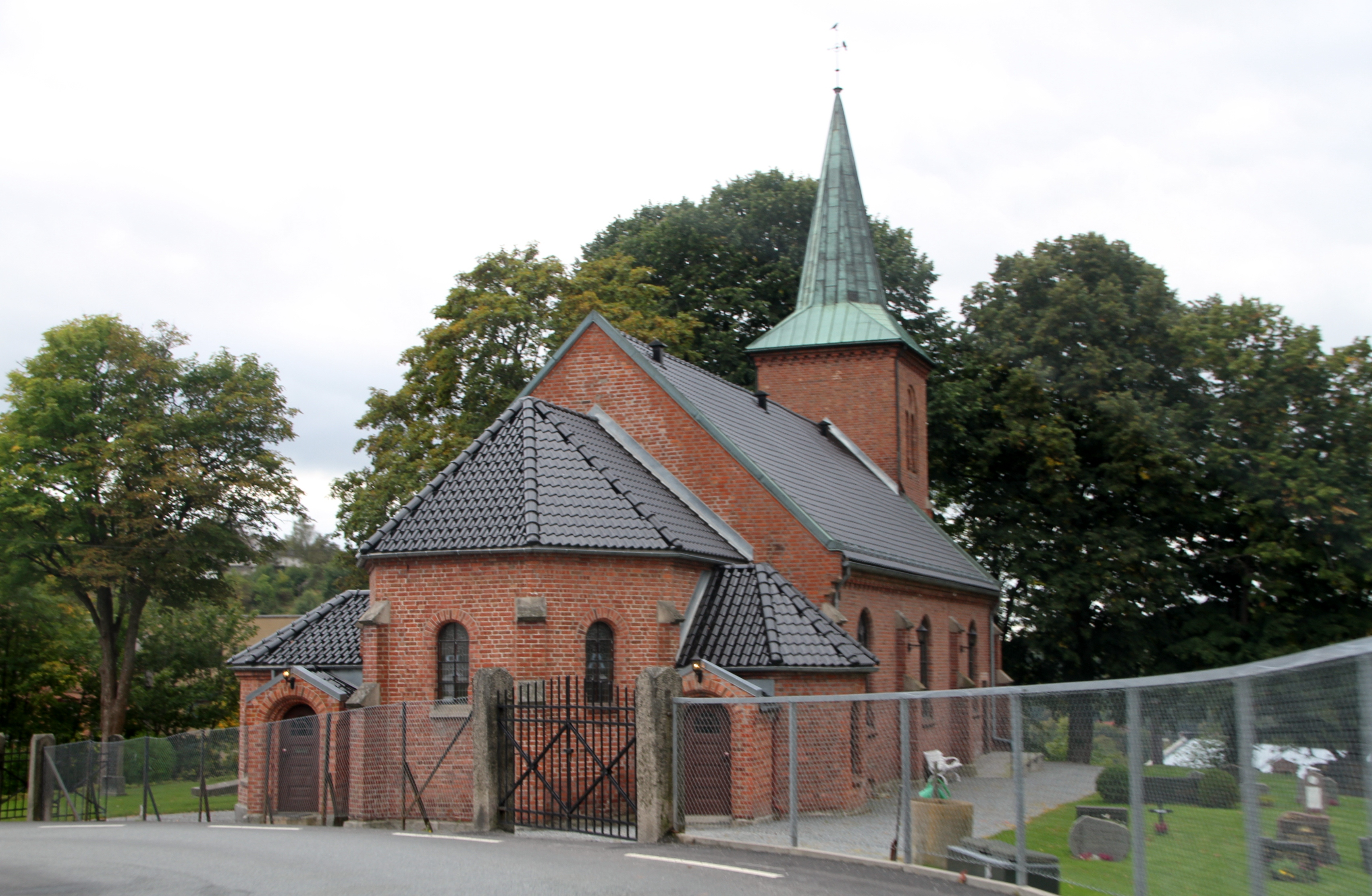
Tistedalens kyrka, öster om Halden, är byggnadsminne.
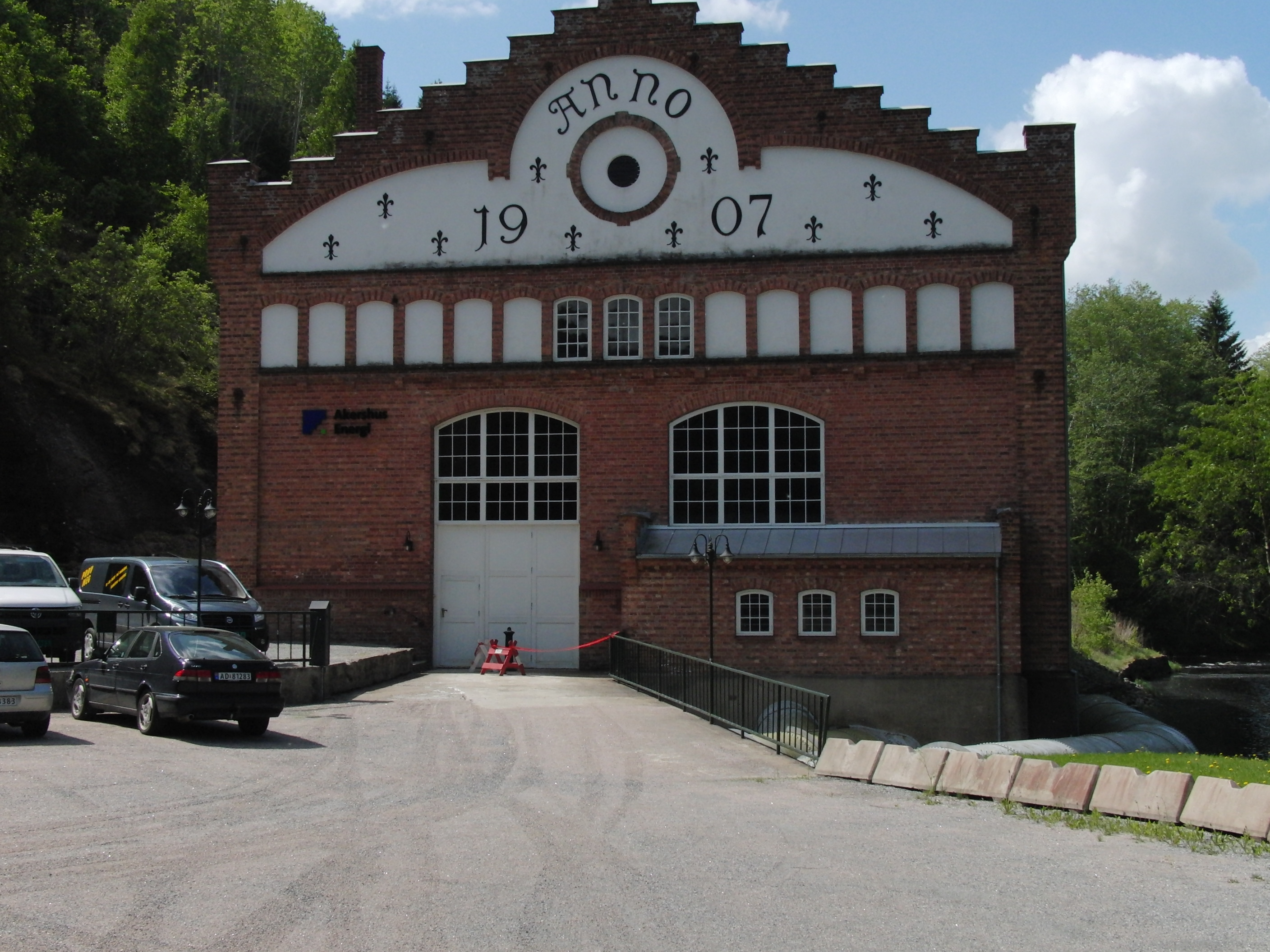
Tistedalsfoss gamla kraftstation.
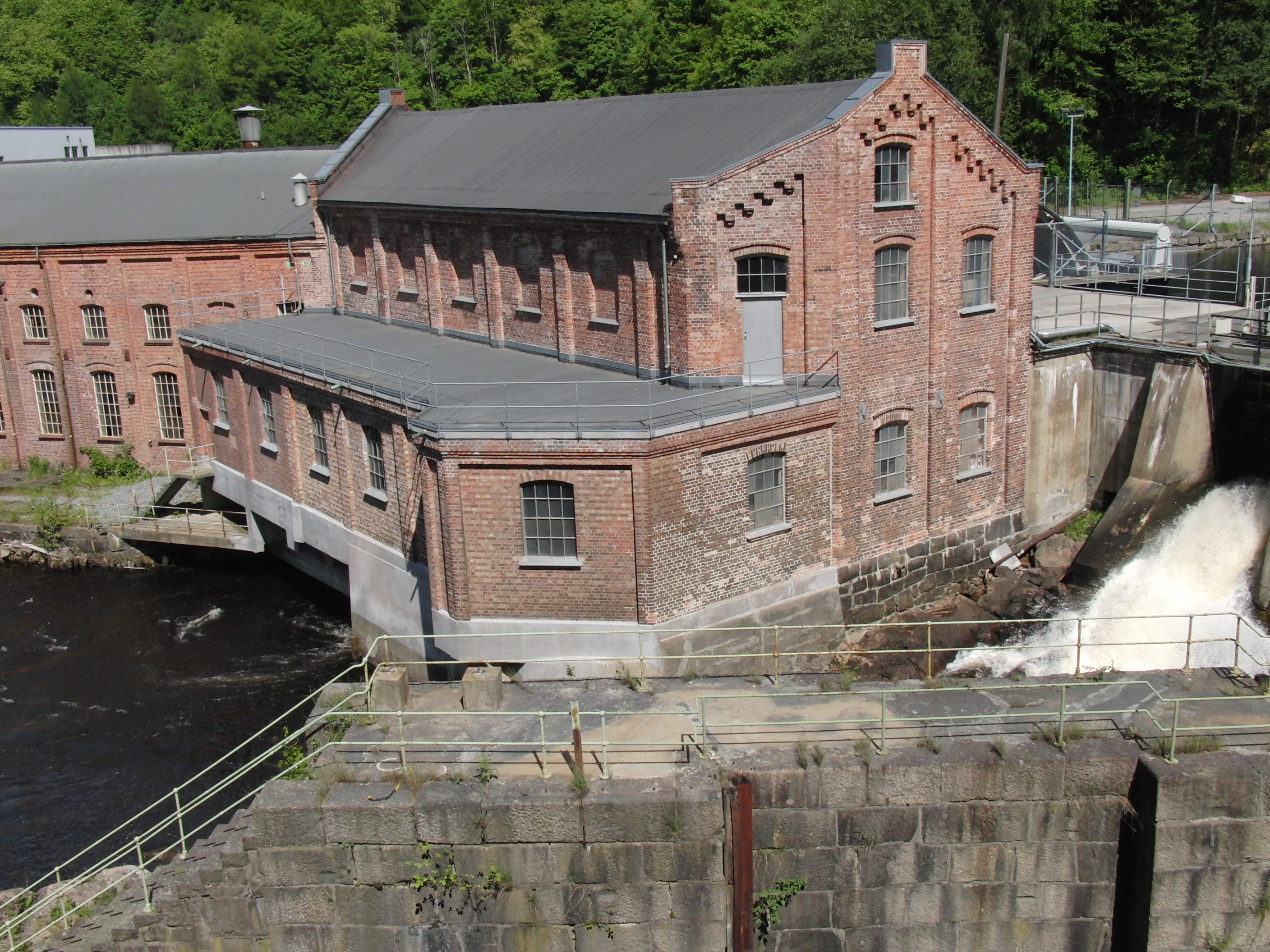
Skonningsfoss kraftstation.
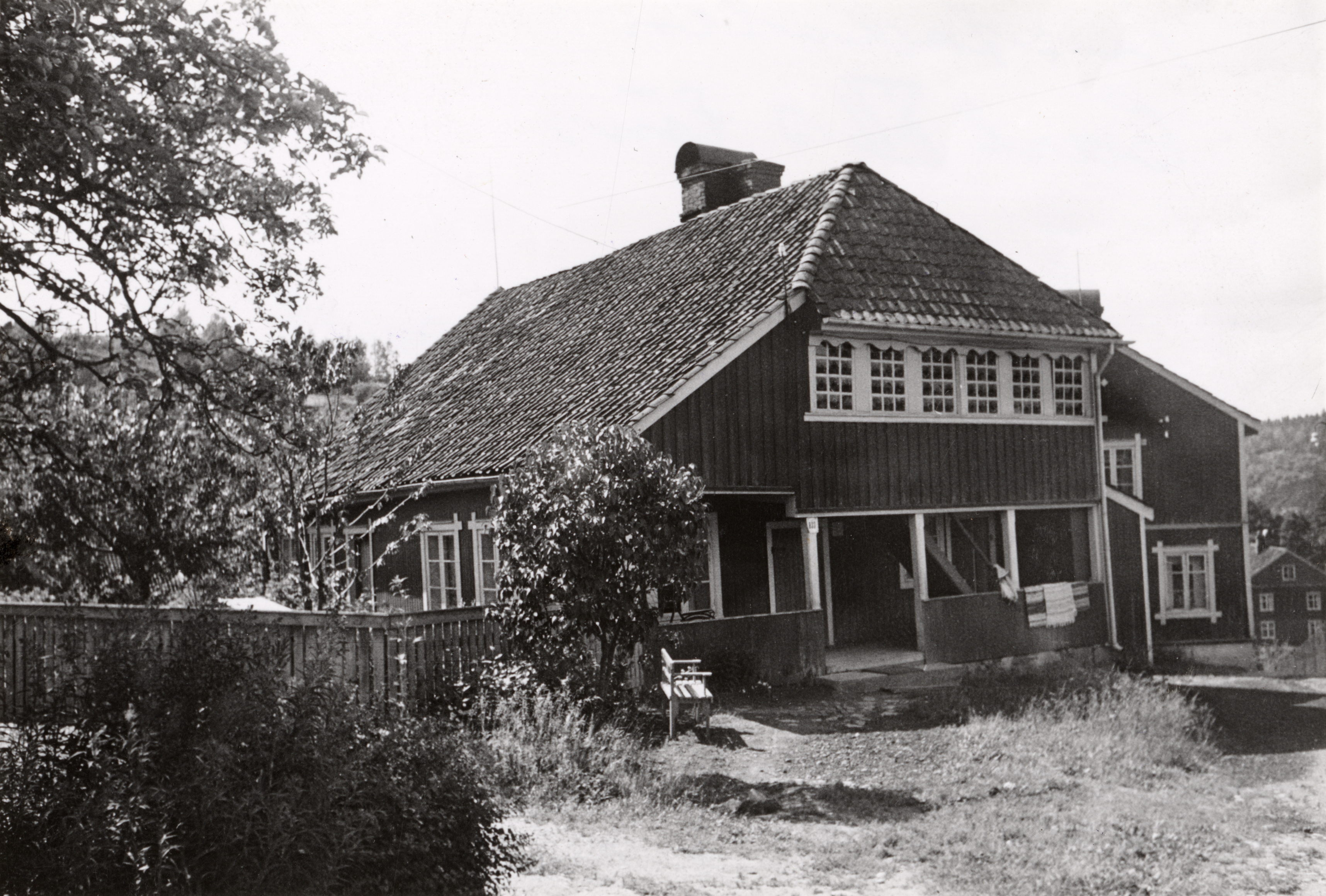
Karl XII:s hus i Halden, Østfold. Foto 1947. Byggnadsminne.